# Sint-Willibrorduskerk (Brugge)

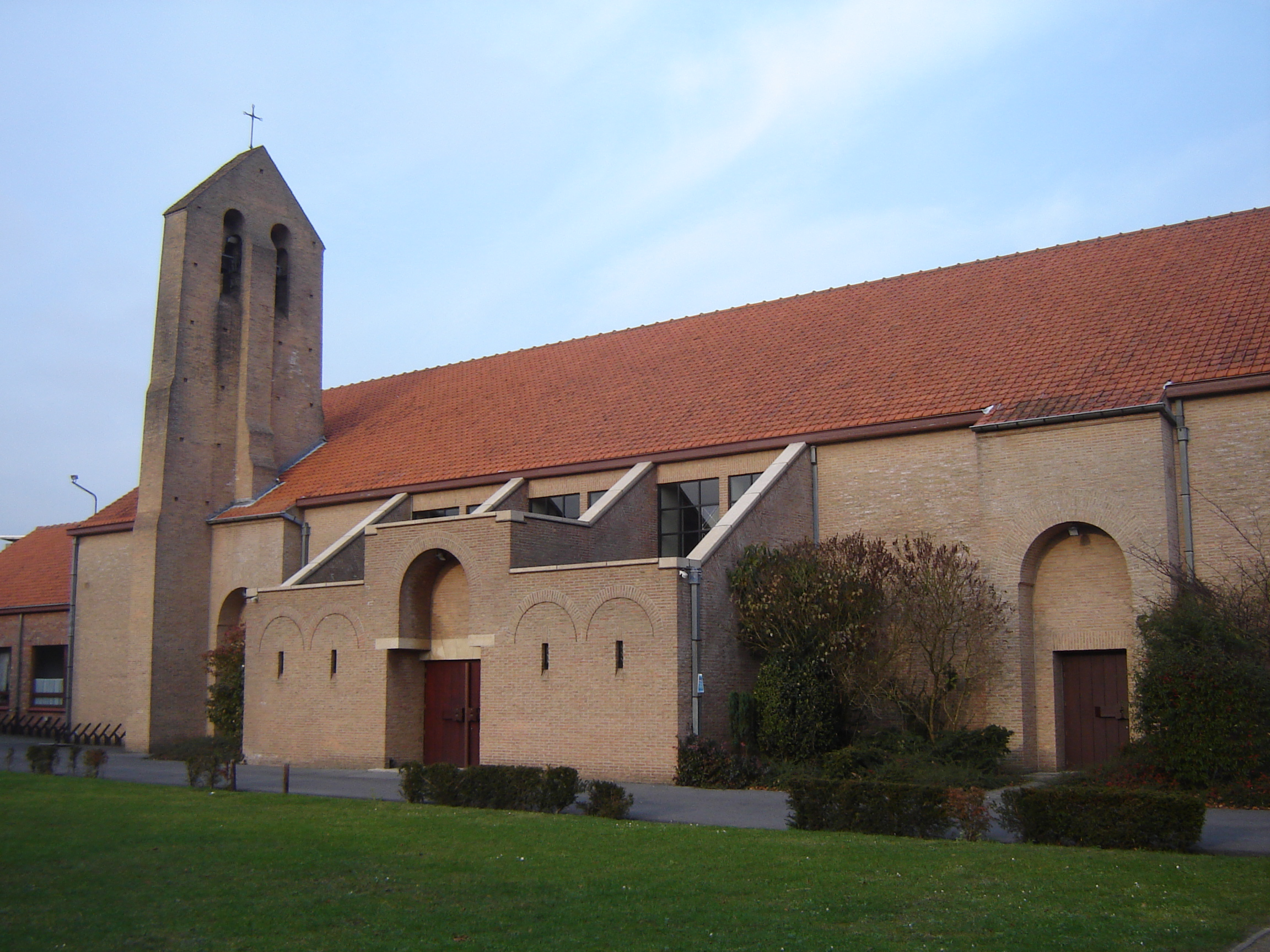
Sint-Willibrorduskerk

De Sint-Willibrorduskerk is een kerk gelegen in de gelijknamige parochie in de deelgemeente Sint-Andries van de Belgische stad Brugge.

## De parochie
De parochie Sint-Willibrord is ontstaan op 1 december 1957. De eerste pastoor was E.H Cottenier. Het grondgebied van deze kerk werd gevormd door gedeelten van de parochies, Sint-Andries, Sint-Baafs en Sint-Michiels. Door de aanleg van de expresweg N31 moesten bepaalde parochies gebieden afstaan aan Sint-Willibrord. Sint-Baafs stond 1100 parochianen af en Sint-Andries 997. Alles werd officieel gemaakt op 18 september 1958.